# Meringopus nursei
Meringopus nursei là một loài tò vò trong họ Ichneumonidae.